# SMS Kaiser (1911)
SMS Kaiser was de naamgever van de Kaiserklasse, een serie van slagschepen van de Duitse Kaiserliche Marine tijdens de Eerste Wereldoorlog. Andere schepen van de Kaiserklasse waren de Friedrich der Große, Kaiserin, König Albert en Prinzregent Luitpold. "Kaiser" (Nederlands: Keizer) is de titel van de vorst van het Duitse Rijk.

## De carrière van de Kaiser
De Kaiser werd gebouwd door de Duitse marinewerf in Kiel. Het schip werd te water gelaten op 22 maart 1911 en in dienst gesteld op 1 augustus 1912. De Kaiser vocht tijdens de Zeeslag bij Jutland als onderdeel van de Hochseeflotte Exploitatie Albion in de Oostzee in de maanden september en oktober 1917 en tijdens de Tweede Slag bij Helgoland in november 1917.
Tijdens de Tweede slag bij Helgoland, had de Kaiser samen met Kaiserin een kort gevecht met het Britse schip Repulse.
Na het einde van de Eerste Wereldoorlog werd Kaiser geïnterneerd, samen met bijna alle overgebleven schepen van de Duitse Hochseeflotte, in Scapa Flow in de Orkney-eilanden. Op 21 juni 1919 liet haar bemanning haar tot zinken brengen - net zoals de andere Duitse bemanningen met hun oorlogsschepen deden. Het wrak van de Kaiser werd later gelicht en gesloopt in Rosyth van 1929 tot 1937.